# Uroš Predić
Uroš Predić (serbisch-kyrillisch Урош Предић; * 7. Dezember 1857 in Orlovat; † 11. Februar 1953 in Belgrad) war einer der bedeutendsten jugoslawischen Maler des Realismus. Predić ist besonders bekannt für seine monumentale historische Malerei Kosovka devojka (Das Mädchen vom Amselfelde), genauso wie für seine vielen Porträts. Er thematisierte häufig die serbische mittelalterliche Geschichte.
Wenn Predićs Werk auch durch den Zweiten Weltkrieg zerstört wurde, so ist dennoch bekannt, dass er u. a. 13 Bilder nach antiken Motiven malte, so etwa „Nestor vermittelt zwischen Achilles und Agamemnon“, „Numa Pompilius“, „Lykurg der Gesetzgeber“, „König Eumenes vor dem römischen Senat“, „Cicero und Catilina“ sowie „Aristoteles am Hofe König Philipps“ und „Konstantin schenkt den Christen die Freiheit“. Predić schuf damit ein ausgesprochen gelehrtes Programm, welches die damalige Staatsstruktur der österreichischen Monarchie und ihre Ziele widerspiegelte.
| Personendaten    | Personendaten    |
| ---------------- | ---------------- |
| NAME             | Predić, Uroš     |
| KURZBESCHREIBUNG | serbischer Maler |
| GEBURTSDATUM     | 7. Dezember 1857 |
| GEBURTSORT       | Orlovat, Serbien |
| STERBEDATUM      | 11. Februar 1953 |
| STERBEORT        | Belgrad, Serbien |